# Barrytown (Lied)
Barrytown ist ein Lied von Donald Fagen und Walter Becker, das 1974 von Steely Dan auf dem Album Pretzel Logic veröffentlicht wurde.

## Liedtext
Barrytown existierte als frühes Demo. Obwohl Fagen und Becker als Autor genannt werden, ist es einer der wenigen Songs von Steely Dan, den Fagen ohne Beckers schrieb, bevor Steely Dan gegründet wurde.
Barrytown ist ein kleiner Ort, zwei Kilometer entfernt vom Bard College, an dem Fagen und Becker sich 1967 kennen lernten. In dem Ort gab es bis 1969 ein Institut der Brüder der christlichen Schulen. Im Lied wird über die Einwohner des Ortes gespottet:

„It’s a special lack of grace

I can see it on your face“

„Es ist ein besonderer Mangel an Anmut

ich kann es in deinem Gesicht sehen“

## Musik
Das Lied ist ein einfacher Popsong mit Klavierbegleitung, der von Fagen gesungen wird. Stewart Mason beschreibt bei AllMusic die Melodie als zuckersüß und das Lied in seiner eingängigen Einfachheit als erfrischend, was dazu beitrage, den Biss des spöttischen Textes zu mildern.
Er verweist auch bei den Strophen auf eine Ähnlichkeit der Melodie mit Tell Me What You See der Beatles.